# VfL Edewecht
Der Verein für Leibesübungen Edewecht von 1897 e. V. (kurz: VfL Edewecht) ist ein Sportverein aus Edewecht, der durch seine Handballabteilung überregional bekannt ist.
Zum VfL Edewecht gehören Abteilungen wie Basketball, Badminton, Fußball, Gesundheitssport, Golf, Handball, Judo, Tanzen, Tischtennis, Turnen & Gymnastik und Volleyball.

## Handballabteilung
Die Handballabteilung wurde 1961 gegründet. Die ersten Jahre spielte die I. Herrenmannschaft auf Kreisebene. 1978 gelang der Aufstieg in die Bezirksklasse. Nach zehn Jahren erfolgte 1988 der Aufstieg in die Bezirksliga. Von 1992 spielte die I. Herrenmannschaft in der Weser-Ems-Liga, bevor der Aufstieg 1996 in die Verbandsliga erreicht werden konnte. Die Spielzeiten von 1999 verbrachte der VfL in der Oberliga, bis zum Aufstieg 2001 in die Regionalliga. Den bisher größten Erfolg der Vereinsgeschichte gelang der Mannschaft in der Saison 2008/09 mit dem Gewinn der Meisterschaft in der Regionalliga Nord und dem Aufstieg in die 2. Bundesliga (Nord).
Für eine große Überraschung sorgte die II. Herrenmannschaft des VfL mit der Qualifikation zur Teilnahme an der 1. Runde des DHB-Pokals 2006/07. Der VfL verlor gegen den Nachbarn HSG Varel mit 25:33 (9:20). Eine weitere Teilnahme in der 1. Runde des DHB-Pokals 2007/08, verlor die erste Mannschaft des VfLs gegen den damaligen Ligakonkurrenten VfL Fredenbeck mit 27:31 (11:13).
Im April 2013 meldeten die Spielbetriebsgesellschaft VFL Handball Spielbetriebs-Ltd. & Co KG, die Gelder für die 1. Mannschaft bereitgestellt hatte, und der Förderverein Insolvenz an. Ende Mai 2013 gab der Verein bekannt, seine Mannschaft aus der 3. Liga zurückzuziehen; geplant war ein Neuanfang in der Oberliga, jedoch zog der Verein seine Mannschaft bereits vor dem ersten Spieltag der Saison 2013/14 aus dieser zurück und stand damit ohne ein einziges Spiel als Absteiger in die Verbandsliga fest.
In der Spielzeit 2014/15 ging die erste Mannschaft des VfL Edewecht mit einem rund erneuerten Kader in der Verbandsliga Nordsee an den Start. Hier konnte gleich im ersten Jahr der Aufstieg in die Oberliga Nordsee geschafft werden.
Für die erste Oberligaspielzeit 2015/2016 wurde der Kader weitestgehend zusammengehalten, lediglich partielle Veränderungen wurden vorgenommen. Das Resultat der ersten Oberliga Nordsee Saison zeigte sich schlussendlich in einem hervorragenden 3. Platz.
Die zweite Saison in der Oberliga Nordsee 2016/2017 startete der VfL Edewecht ebenfalls mit einigen Neuzugängen mit dem Ziel abermals oben in der Liga mitspielen zu können.
Im Mai 2019 wurde die erste Mannschaft des VfL Edewecht vom Spielbetrieb abgemeldet. Daraufhin wurde die bisherige zweite Mannschaft zur ersten. 2022 stieg man von der Regionsliga in die Regionsoberliga auf.

## Basketball
Basketball (VfL Edewecht Wattworms) gibt es seit 2013.